# 谢树成
谢树成（1967年10月—），男，中国地质微生物学家，中国地质大学（武汉）教授、博士生导师，中国科学院院士。